# Ulysses-Syndrom
Das Ulysses- oder Odysseus-Syndrom (engl.: Chronic and Multiple Stress Syndrome) zählt zu den Pseudosyndromen. Der Begriff ist abgeleitet von Odysseus (engl.: Ulysses), dessen Odyssee häufig als Synonym für eine Irrfahrt steht, und Syndrom (griech.: σύνδρομος sýndromos, ‚zusammentreffend‘). Er bezeichnet eine, durch starke psychische Belastungen induzierte, psychische Störung bei Flüchtlingen oder Asylsuchenden (auch: Einwanderersyndrom ).
Andere Verwendung findet der Begriff auch als Bezeichnung für eine Irrfahrt von Arzt zu Arzt und/oder einer irreversiblen Selbstbindung (siehe den Abschnitt Abgrenzung).

## Bedeutung im Kontext der Migration
- Das Odysseus-Syndrom bzw. 'Einwanderersyndrom mit chronischem Mehrfachstress' wird durch eine Reihe von Kümmernissen ausgelöst, die sich aus dem Verlust von Werten ableiten, die für den Einzelnen sehr wichtig sind. Zum Beispiel: die Familie, Freunde, die eigene Kultur, das Heimatland, die soziale Position und die physische Sicherheit, sowie Angstzustände während der Flucht. Diese Ursachen machen für die Flüchtlinge eine Neuorientierung notwendig, die durch mangelnde Sprachkenntnisse und gesellschaftliche Marginalisierung deutlich erschwert wird. Die Folgen machen sich in Gefühlen von Fremdheit und Entwurzelung bemerkbar.[2]

## Abgrenzung
- Als Odysseus- (oder engl. Ulysses-Syndrom) bezeichnet man auch Zustände, bei denen ein Kranker wegen eines falschen Befundes oder einer unklaren Diagnose, eine Irrfahrt von Arzt zu Arzt durchführt bzw. eine Behandlung nach der anderen erfährt.[1] Ebenso gehören hierzu Patienten, die auf invasive Eingriffe insistieren, bis hin zum "Koryphäen-Killer-Syndrom".[3]
- Situationen, bei denen eine irreversible Selbstbindung vorgenommen wird, werden – in Anlehnung daran, dass Odysseus sich an einen den Mast binden ließ, um dem betörenden Gesang der Sirenen zu widerstehen – als Odysseus-Syndrom bezeichnet.
- Auch die krankhafte Überzeugung, dass eine nahestehende Person verstorben sei, obwohl diese tatsächlich noch lebt, heißt Odysseus-Syndrom.

## Symptome
Die Krankheit äußert sich in Stress, Depressionen, Schlaflosigkeit, Nervosität, Angstzuständen, somatoformen, dissoziativen Störungen und Verworrenheit oder Realitätsverlust.